# Balut

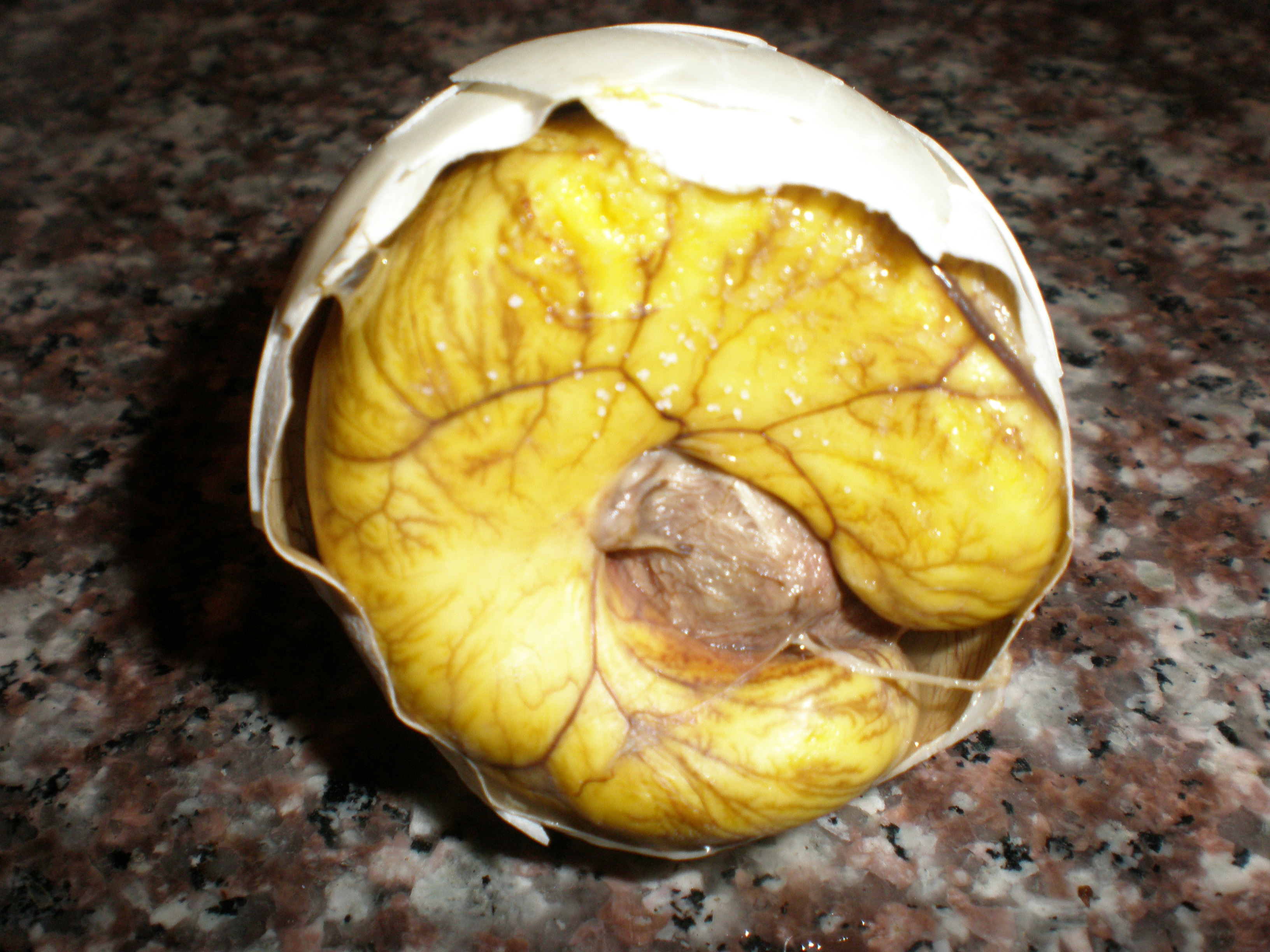
Um balut aberto

Balut é um prato que consiste em ovos de pato, com embriões parcialmente desenvolvidos, que são cozidos como um ovo cozido. É considerado uma iguaria na Ásia e, principalmente, por seu alto teor de proteínas, nas Filipinas, China, Camboja e Vietnã.